# Reining
Reining [ˈɹɛɪnɪŋ] (von engl. rein ‚Zügel‘) ist eine Disziplin im Westernreiten, die ihren Ursprung in der Arbeit mit dem Rind hat. Bei dieser Arbeit ist ein besonders bewegliches, athletisches und gehorsames Pferd nötig – diese Eigenschaften werden in der Reining-Prüfung demonstriert. In dieser ausschließlich im Galopp gerittenen Disziplin wird von Pferd und Reiter ein vorgeschriebenes Pattern (Aufgabe) verlangt. Ein Pattern ist eine Abfolge von mehreren Manövern.

## Elemente/Manöver des Reining-Patterns

### Zirkel
In jeder Reining-Aufgabe kommen zwei große, schnelle Galopp-Zirkel und ein kleiner, langsamer Galopp-Zirkel vor, auf jeder Hand (d. h. links- und rechtsherum), je nach Pattern in unterschiedlicher Reihenfolge. Dabei soll der Geschwindigkeits- und der Größenunterschied deutlich sein, die Hilfegebung soll ohne erkennbare Zügelwirkung nur über den Sitz und unter Umständen mit Hilfe der Stimme erfolgen. Diese Veränderung der Geschwindigkeit nennt man Speed Control. Die Zirkel sollen rund sein und jeweils durch den Mittelpunkt der Arena gehen.

### Fliegender Galoppwechsel
(Siehe Pferdegangart) Im Reining-Pattern findet der Galoppwechsel statt, wenn eine Acht („figure eight“) geritten wird. Der Galoppwechsel sollte genau auf dem Kreuzungspunkt der Acht stattfinden. Der Wechsel soll wie alle anderen Manöver auch mit möglichst unsichtbaren Hilfen durchgeführt werden. Das Pferd soll dabei flach und mit Vor- und Hinterhand gleichzeitig wechseln.

### Spin

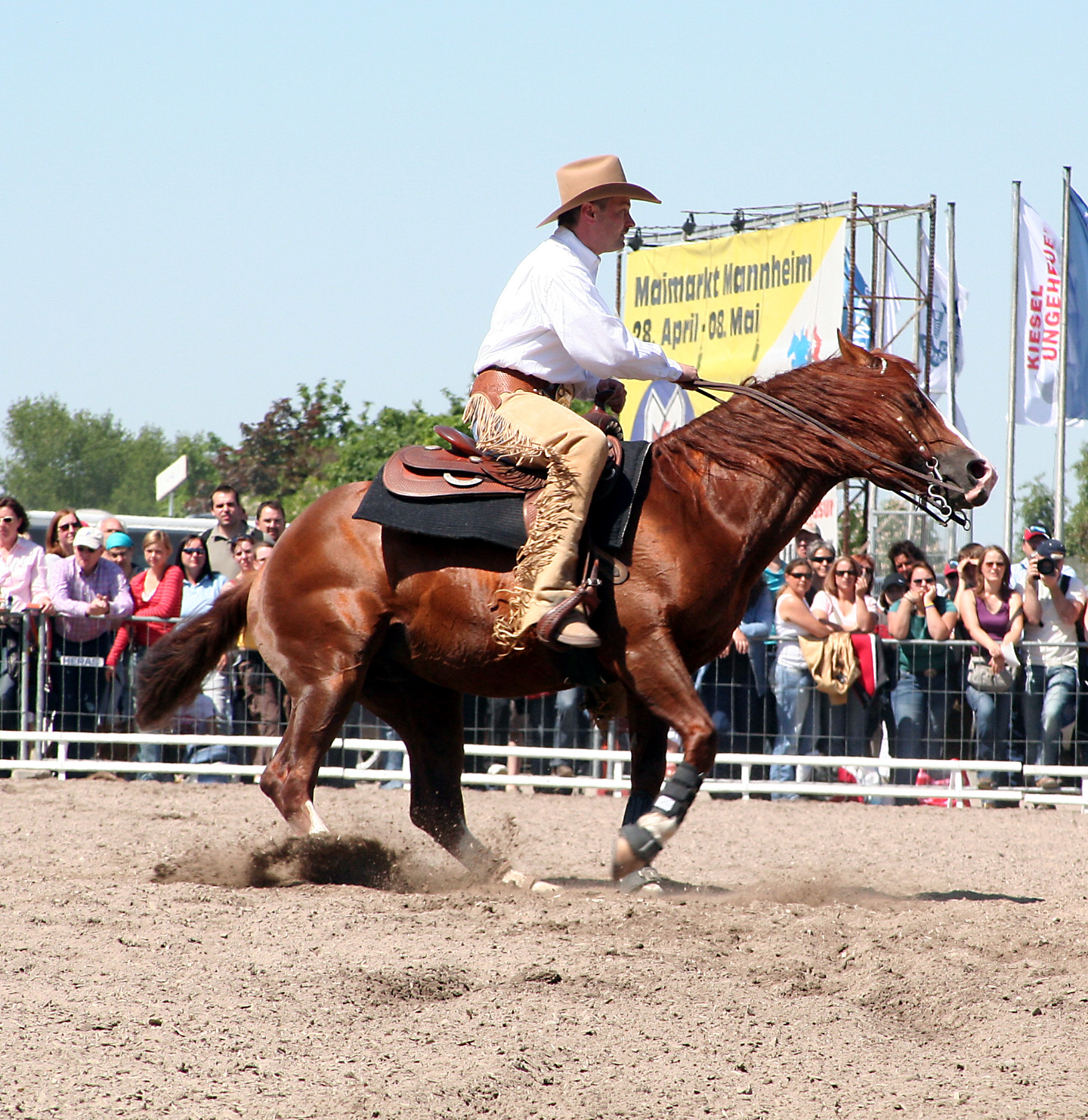
Spin

Die Spins sind eine oder mehrere, meistens vier 360°-Drehungen auf der Hinterhand. Hierbei verlagert das Pferd sein Gewicht auf das innere Hinterbein, das die Drehachse bilden soll und idealerweise während der Drehung nicht mittreten, sondern ruhig am Boden stehen bleiben soll. Das äußere Hinterbein muss in der Drehung mitgeführt werden. In der Drehung soll das äußere Vorderbein über das innere Vorderbein hinweg überkreuzen. Die Vorhand macht eine laufende Bewegung, die Hinterhand bleibt auf der Stelle stehen. Außerdem sollte das Pferd möglichst schnell drehen.

### Sliding Stop

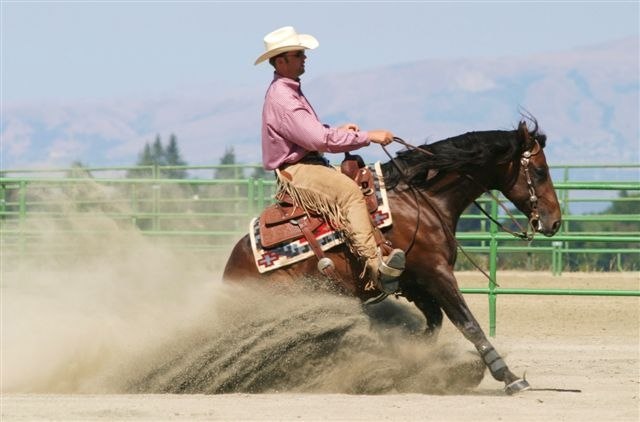
Sliding Stop

Das wohl markanteste Manöver in einem Reining-Pattern ist der Sliding Stop. Hier stoppt das Pferd so aus dem Galopp, dass es mit der Hinterhand auf dem Boden rutscht, während es mit den Vorderbeinen bis zum Stillstand weiterläuft. Dieser Stopp soll möglichst ohne Zügeleinwirkung geschehen. Sliden kann man nur bei einem dafür geeigneten Boden und mit einem speziellen Beschlag, den sogenannten Sliding-Plates. Hierbei handelt es sich um Hufeisen, die zumeist einen Zoll breit sind und an den Hinterhufen angebracht, durch ihre gegenüber normalen Hufeisen sehr glatte Oberfläche, das Rutschen („Sliden“) ermöglichen (siehe Hufeisen).

### Roll Back
Der Roll Back ist eine 180°-Drehung des Pferdes auf der Hinterhand. Der Reiter galoppiert, stoppt, macht aus der Stoppbewegung heraus (ohne Stillstand nach dem Stopp) eine gesprungene Hinterhandwendung (die 180°-Drehung um die Hinterhand) und galoppiert auf der anderen Hand wieder an. Das ganze geht so schnell und flüssig, dass die Übergänge kaum sichtbar sind. Idealerweise soll das Pferd in seinen eigenen vorher hinterlassenen Spuren wieder zurück galoppieren.

### Back Up – Rückwärtsrichten
Das Rückwärtsrichten gehört zu allen Pattern dazu. Das Pferd soll mit wenig Zügeleinwirkung und gerade rückwärtstreten. Auch hier wird ein recht hohes Tempo gerne gesehen. Dabei senkt sich die Kruppe extrem und das Pferd nimmt viel Last auf der Hinterhand auf. Damit die Pferde sich nicht auf den eigenen Schweif treten, wird er im Training oftmals eingeflochten.

## Regeln

### Ausrüstung
Für die Ausrüstung der Pferde gelten nahezu identische Vorgaben wie bei den anderen Westerndisziplinen. Eine Ausnahme stellen die Boots (Gamaschen) dar, die in Reining-Prüfungen zugelassen sind, um ein Anschlagen der Beine in den Drehbewegungen zu vermeiden.
Die erlaubte Ausrüstung kann je nach Verband unterschiedlich sein, deshalb sollte der Reiter vor einem Turnierstart das Regelwerk des jeweiligen Verbandes genau studieren.
Die Anforderungen an die Ausrüstung des Reiters sind mit denen der anderen Disziplinen identisch (langärmeliges Hemd, lange Hose und Hut).

### Scoring
Das Pattern wird den Reitern kurz vor dem Turnier bekanntgegeben. Es gibt zehn bis elf in Regelbüchern der einzelnen Verbände niedergeschriebene Aufgaben. In jeder der Pattern kommen alle vorgeschriebenen Manöver vor, jedoch in unterschiedlichen Reihenfolgen. Die Übung ist auswendig zu reiten und jede Abweichung von der vorgeschriebenen Form („off pattern“) führt zu einem Null-Score.
Nach den Regeln der National Reining Horse Association (NRHA) startet jede Reiter/Pferd-Paarung mit einem Score von 70 Punkten. Jedes Pattern besteht aus sieben oder acht Einzelmanövern. Für die Ausführung der einzelnen Manöver des Pattern werden nach einem standardisierten Richtsystem Punkte zwischen +1 1/2 und −1 1/2 vergeben. Zusätzlich werden auch festgelegte Strafpunkte („penalties“) vergeben. Sogenannte major penalties werden mit fünf Punkten Abzug bestraft, wenn das Pferd austritt, bockt oder buckelt. Die Addition dieser Werte ergibt das Endergebnis, den Score.
Am Ende einer jeden Prüfung ist dem Richter das Gebiss zu zeigen, um sicherzustellen, dass nur zulässige Gebisse in der korrekten Reitweise – ein- oder zweihändig – vorgeführt wurden. Der Richter kann auch die Gamaschen (Boots) auf spitze Gegenstände kontrollieren, die dazu führen, dass das Pferd schneller läuft und er hat zu überprüfen, ob das Pferd verletzt worden ist. Eine Abweichung vom Reglement oder eine Verletzung führt zur Disqualifikation („no score“).

## Freestyle Reining
Die Freestyle Reining ist vor allem in den USA sehr beliebt und ein Zuschauermagnet. Es ist dem Reiter freigestellt, wen oder was er interpretieren möchte. Er muss dazu eine geeignete Musik wählen und sich ein eigenes Pattern aneignen. Die Freestyle Reining ist mit der Kür in der Dressur zu vergleichen. Im Gegensatz zur Dressurkür ist die Interpretation des gewählten Themas aber häufig freier und lockerer, so ist es unter anderem nicht unüblich, ein passendes Kostüm zu tragen. Auch Freestyle Reinings, die ganz ohne Sattel oder Zaumzeug geritten werden, sind erlaubt. Auf die Musik abgestimmte und perfekt ausgeführte Manöver aus der Palette der vorgeschriebenen Manöver müssen in der bis zu vier Minuten langen Kür vorgetragen werden.

## Wettbewerbe und Meisterschaften
Von der FEI wurden im Rahmen der Weltreiterspiele von 2002 bis 2018 alle vier Jahre Weltmeisterschaften im Reining ausgetragen. Von 2005 bis 2019 richtete die FEI alle zwei Jahre Reining-Europameisterschaften aus. Seit 2022 ist Reining keine FEI-Disziplin mehr, daher werden auch keine FEI Welt- und Europameisterschaften mehr veranstaltet.
Die NRHA ist der wichtigste Reining-Verband und richtet Wettbewerbe im Reining aus. Sie gibt alljährlich eine Liste der „Million Dollar Earners“ heraus, in der erfolgreiche Reiter, Turnier-Pferde, Turnierpferde-Besitzer, Mutterstuten von Turnierpferden und Vatertiere von Turnierpferden aufgelistet werden, bei NRHA-Wettbewerben in ihrer Laufbahn über eine Million Dollar verdient haben. Ein wichtiger Wettbewerb ist der jährlich ausgetragene One Million Dollar Run in Las Vegas.
Zu den erfolgreichsten Reinern gehören die FEI-Einzelweltmeister Shawn Flarida, Duane Latimer, Tom McCutcheon und Bernard Fonck, die Europameister Grischa Ludwig und Gina-Maria Bethke sowie Andrea Fappani, der 2023 als erster den Status eines Eight Million Dollar Rider erreichte.